# خيسوس كاساس
خيسوس كاساس غارسيا (23 أكتوبر 1973) لاعب كرة قدم سابق ومدرب إسباني. ومدرب منتخب العراق سابقًا.

## مسيرته التدريبية
في عمر 29 سنة، بدأ حياته المهنية كمدرب لفئات كرة القدم للشباب في نادي قادش الاسباني لكرة القدم، وتولى مسؤولية فريق الشباب في عام 2003. ومن عام 2004 إلى 2008 شغل منصب المنسق الرياضي لنادي قادش ميرانديلا لكرة القدم في إسبانيا.
ترك نادي قادش ميرانديلا لكرة القدم في عام 2009، وفي موسم 2009/2010 عمل كمحلل لجمعية إيبار الرياضية، وشغل منصب الكشافة بين عامي 2011 و2014 في نادي برشلونة. عمل كمساعد في تدريب المنتخب الإسباني مع لويس إنريكي من 2018-2022. درب المنتخب العراقي منذ عام 2022 وحتى إقالته في 2025. توج مع المنتخب العراقي ببطولتي كأس الخليج العربي 25 التي أقيمت في البصرة عام 2023 وكأس ملك تايلاند 2023.

## الإحصائيات التدريبية
آخر تحديث 25 أذار 2025.
| الفريق  | من                         | إلى               | السجل | السجل | السجل | السجل | السجل | السجل | السجل | السجل  |
| الفريق  | من                         | إلى               | ل     | ف     | ت     | خ     | أ.ل   | أ.ع   | ف.    | فوز %  |
| ------- | -------------------------- | ----------------- | ----- | ----- | ----- | ----- | ----- | ----- | ----- | ------ |
| العراق  | 5 تشرين الثاني/نوفمبر 2022 | 27 آذار/مارس 2025 | 34    | 18    | 8     | 8     | 56    | 34    | +22   | 052٫94 |
| المجموع | المجموع                    | المجموع           | 34    | 18    | 8     | 8     | 56    | 34    | +22   | 052٫94 |

## الجوائز والإنجازات

### كمدرب
العراق
- كأس الخليج العربي (1): 2023
- كأس ملك تايلاند (1): 2023